# Диоцез Нур-Холугаланна

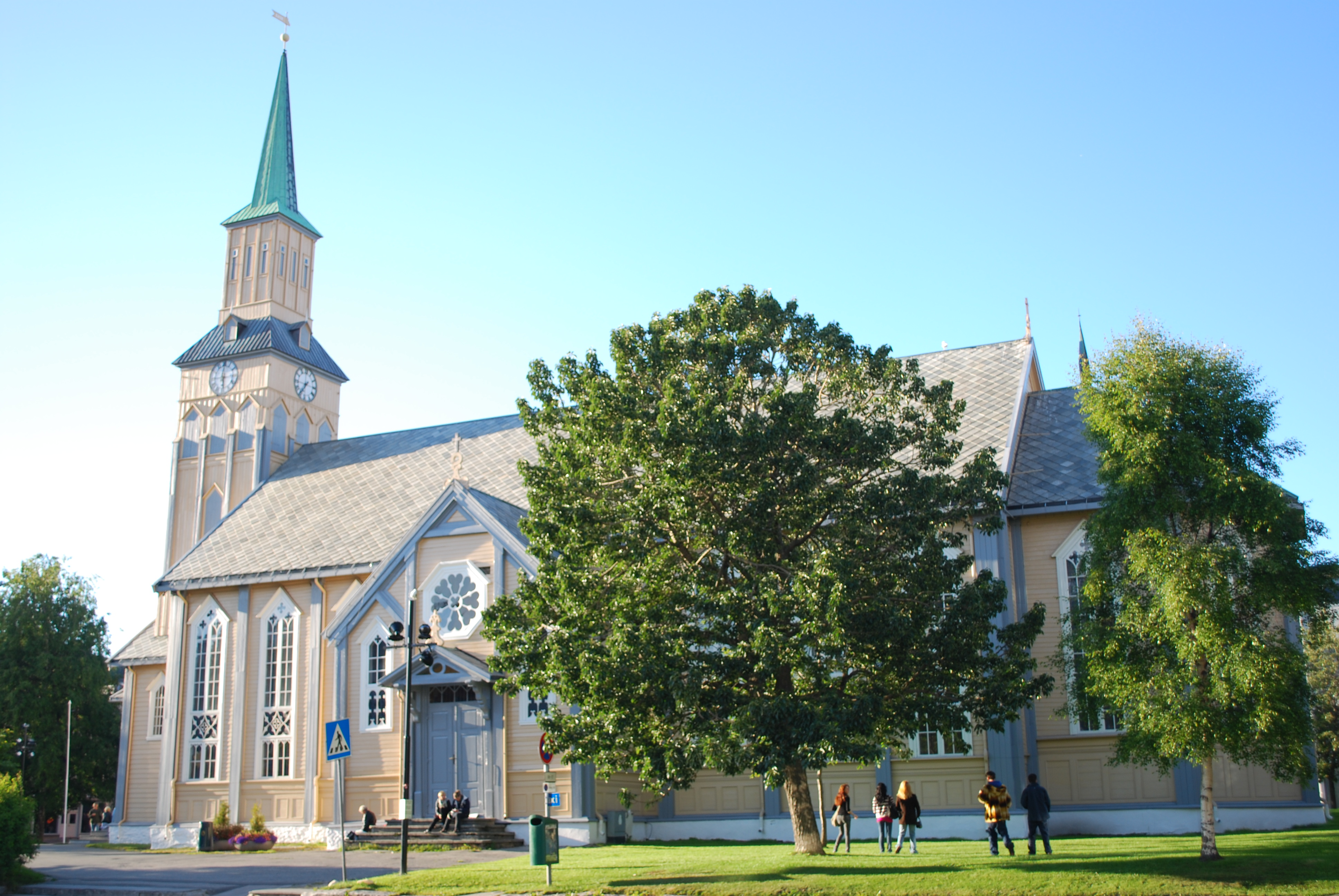
Кафедральный собор Тромсё

Расположение диоцеза Нур-Холугаланна

Диоцез Нур-Холугаланна (норв. Nord-Hålogaland bispedømme) — один из одиннадцати диоцезов Церкви Норвегии. Охватывает фюльке Тромс и Финнмарк, а также территорию Свальбарда, насчитывает 9 пробств и 66 приходов.
Кафедральным собором диоцеза является собор в Тромсё. Епископом с 2014 года является Олав Ойгард.

## История
Первоначально территория современного диоцеза Нур-Холугаланна входила в большой диоцез Нидароса, который охватывал всю Северную Норвегию от Ромсдалена и севера (фюльке Финнмарк, Тромс и Нурланн). 30 декабря 1803 года король Норвегии объявил Педера Оливариуса Бугге «епископом Тронхейма и Ромсдала», а Матиаса Бонсаха Крога — «епископом Нурланна и Финнмарка», тем самым по существу разделив епархию на две части. С 1804 года на практике было два диоцеза, однако по закону это был один диоцез с двумя епископами. Новоназначенный епископ Крог перенёс свою резиденцию в церковь Альстахауг на севере, а епископ Бугге остался в Тронхейме.
Новый диоцез был официально учреждён 14 июня 1844 года как диоцез Тромсё. Строительство нового собора в Тромсё было закончено в 1864 году. В 1918 году название диоцеза было изменено на диоцез Холугаланна. Когда Свальбард стал частью Норвегии в 1920 году, новая территория была присоединена именно к этому диоцезу. В 1952 году диоцез Холугаланна был разделён на две части: диоцез Сёр-Холугаланна (фюльке Нурланн) и диоцез Нур-Холугаланна (Тромс, Финнмарк и Свальбард).

## Епископы
Епископы диоцеза Нур-Холугаланна с момента создания в 1952 году, когда диоцез Холугаланна был разделён на диоцезы Нур-Холугаланна и Сёр-Холугаланна:
- 1952 — 1961: Альф Вийг
- 1962 — 1972: Монрад Нордервал
- 1972 — 1979: Кристен Кирре Бремер
- 1979 — 1990: Арвид Нергорд
- 1990 — 2001: Ола Стейнхолт
- 2002 — 2014: Пер Оскар Кьелос
- 2014 — н. в.: Олав Ойгард